# 12, Smart
「12, Smart」（12,スマート）是日本的女子偶像組合早安少女組。的第12枚原創專輯。於2011年10月12日發行。唱片公司為zetima。

## 概要
- 與上一張專輯「Fantasy! 拾壹」相距約10個月。
- 此專輯原本的標題是「⑫擴散希望!」，但因某些原因而轉為「12, Smart」
- 收錄第45張單曲「真的真的嗎!」至第47張單曲「真心盼望地球和平! / 想和他一起開店!」，一共4首A面曲。
- 五期成員高橋愛、新垣里沙和八期成員光井愛佳最後參與演唱的專輯，亦是九期成員譜久村聖、生田衣梨奈、鞘師里保和鈴木香音加入後第一張原創專輯。
- 本作分「初回限定盤」和「CD盤」2種版本
- 「初回限定盤」收錄了單曲「真心盼望地球和平!（各成員Solo Album Ver.）」的PV、高橋愛的獨唱曲「帶著自信與夢想起飛」的PV和Making，以及專輯「12, Smart」的Making。
- 在10月24日於公信榜專輯週排行榜取得第8位。

## 收錄內容

### CD（初回限定盤・CD盤）
1. Give me 愛
（作詞・作曲：淳君 編曲：大久保薫）
2. Only you
（作詞・作曲：淳君 編曲：大久保薫）
46th單曲
3. 銀色手錶 (シルバーの腕時計)
（作詞・作曲：淳君 Rap：U.M.E.D.Y 編曲：大久保薫）
田中麗奈・鞘師里保主唱、新垣里沙・光井愛佳Rap
4. 喜歡你 (好きだな君が)
（作詞・作曲：淳君 編曲：大久保薫）
道重沙由美・譜久村聖主唱
5. 怪傑 Positive A （怪傑ポジティブA）
（作詞・作曲：淳君 編曲：平田祥一郎）
6. 將這份愛重疊 （この愛を重ねて）
（作詞・作曲：淳君 編曲：AKIRA）
高橋愛・新垣里沙主唱
7. 真心盼望地球和平!（この地球の平和を本気で願ってるんだよ!）
（作詞・作曲：淳君 編曲：平田祥一郎）
47th單曲・五期成員高橋愛的畢業單曲
8. 想和他一起開店!（彼と一緒にお店がしたい!）
（作詞・作曲：淳君 編曲：大久保薫）
47th單曲・五期成員高橋愛的畢業單曲
9. My Way 〜女子校花道〜
（作詞・作曲：淳君 編曲：鈴木俊介）
10. 少女的時間 (乙女のタイミング）
（作詞・作曲：淳君 編曲：板垣祐介）
光井愛佳・生田衣梨奈・鈴木香音主唱
11. OK YEAH!
（作詞・作曲：淳君 編曲：大久保薫）
12. 真的真的嗎! （まじですかスカ!）
（作詞・作曲：淳君 編曲：大久保薫）
45th單曲・九期成員譜久村聖、生田衣梨奈、鞘師里保、鈴木香音加入後第一張單曲

### DVD
1. 真心盼望地球和平!（高橋愛 Solo Album Ver.）
2. 真心盼望地球和平!（新垣里沙 Solo Album Ver.）
3. 真心盼望地球和平!（道重沙由美 Solo Album Ver.）
4. 真心盼望地球和平!（田中麗奈 Solo Album Ver.）
5. 真心盼望地球和平!（光井愛佳 Solo Album Ver.）
6. 真心盼望地球和平!（譜久村聖 Solo Album Ver.）
7. 真心盼望地球和平!（生田衣梨奈 Solo Album Ver.）
8. 真心盼望地球和平!（鞘師里保 Solo Album Ver.）
9. 真心盼望地球和平!（鈴木香音 Solo Album Ver.）
10. 帶著自信與夢想起飛（Music Clip）
11. 帶著自信與夢想起飛（Making）
12. 12, Smart（Making）